# Buster Posey
Gerald Dempsey "Buster" Posey III (27 de março de 1987) é um jogador profissional de beisebol estadunidense da Major League Baseball atuando como catcher do San Francisco Giants.

## Carreira
Buster Posey foi campeão da World Series 2010, 2012 e 2014 jogando pelo San Francisco Giants.